# Hällsjön (Malexanders socken, Östergötland)
Hällsjön är en sjö i Boxholms kommun i Östergötland och ingår i Motala ströms huvudavrinningsområde. Sjön har en area på 0,0823 kvadratkilometer och ligger 200,6 meter över havet.

## Delavrinningsområde
Hällsjön ingår i det delavrinningsområde (643468-147380) som SMHI kallar för Inloppet i Ören. Medelhöjden är 183 meter över havet och ytan är 15,64 kvadratkilometer. Det finns inga avrinningsområden uppströms utan avrinningsområdet är högsta punkten. Vattendraget som avvattnar avrinningsområdet har biflödesordning 4, vilket innebär att vattnet flödar genom totalt 4 vattendrag innan det når havet efter 167 kilometer. Avrinningsområdet består mestadels av skog (91 procent). Avrinningsområdet har 1,22 kvadratkilometer vattenytor vilket ger det en sjöprocent på 7,8 procent.